# Arthur Beugnot
Pour les articles homonymes, voir Beugnot.
Auguste Arthur Beugnot, comte Beugnot, est un érudit et homme politique français, né le 25 mars 1797 à Bar-sur-Aube et mort le 15 mars 1865 à Paris.

## Biographie
Fils du comte Jacques Claude Beugnot et frère de Gustave Adolphe Beugnot, il épouse la fille du comte Auguste Rousseau de Saint-Aignan.
Il a écrit une Histoire de la destruction du paganisme en Occident (1835, 2 volumes in-8) et publié les Olim, ou registres des anciens arrêts royaux (1840-1848, 3 vol. in-8°), les Coutumes de Beauvoisis (1842, 2 volumes in-8) et les Assises de Jérusalem (1848, 2 volumes in-folio). Il était membre de l'Académie des inscriptions et belles-lettres.
Il fut l'un des plus ardents défenseurs de la cause catholique à la Chambre des pairs, où il entra en 1841, puis il est élu député de la Haute-Marne le 13 mai 1849, où il fut le rapporteur de la loi sur l'instruction publique.

## Sources
- « Arthur Beugnot », dans Adolphe Robert et Gaston Cougny, Dictionnaire des parlementaires français, Edgar Bourloton, 1889-1891 [détail de l’édition]

Cet article comprend des extraits du Dictionnaire Bouillet. Il est possible de supprimer cette indication, si le texte reflète le savoir actuel sur ce thème, si les sources sont citées, s'il satisfait aux exigences linguistiques actuelles et s'il ne contient pas de propos qui vont à l'encontre des règles de neutralité de Wikipédia.